# Élimination des déchets
En gestion des déchets, l'élimination des déchets est  définie  comme  l’ensemble  des  opérations qui ne peuvent pas être considérées comme de la valorisation, même si elles ont pour conséquence secondaire la récupération de substances, matières ou produits ou d’énergie,. Elle consiste généralement soit à incinérer des déchets sans valorisation énergétique, soit à stocker des déchets dans une décharge. 

## En France
En France, l'élimination des déchets est la solution à éviter dans la mesure du possible. En effet, c'est la solution de dernier recours prévue par la hiérarchie des modes de traitement définie par l'article L. 541-1 du code de l'environnement. Elle ne doit donc concerner que les déchets ultimes, c’est-à-dire des déchets qui ne sont plus susceptibles d’être réutilisés ou valorisés dans les conditions techniques et économiques du moment.